# Kaludra (gmina Rekovac)
Kaludra (cyr. Калудра) – wieś w Serbii, w okręgu pomorawskim, w gminie Rekovac. W 2011 roku liczyła 282 mieszkańców.